# Wołowno
Wołowno (dawniej niem. Windtken) – wieś na Warmii w Polsce położona w województwie warmińsko-mazurskim, w powiecie olsztyńskim, w gminie Jonkowo. W latach 1975–1998 miejscowość administracyjnie należała do województwa olsztyńskiego.
W miejscowości znajduje przystanek kolejowy, będący na trasie linii kolejowej nr 220 Olsztyn – Elbląg.
W roku 2021 we wsi mieszkało 330 osób, z czego 45.5% stanowiły kobiety, a 54.5% mężczyźni.
W 2015 roku ochroną w formie pomnika przyrody objęto dąb szypułkowy o obwodzie 468 cm.

## Historia
Wieś pod nazwą Lauterwalt (Luterwalde) lokowana na 30 włókach na  prawie chełmińskim, na pruskim terytorium Gudikus dnia 21 listopada 1346 r. przez biskupa warmińskiego  Hermana z Pragi.  Przywilej lokacyjny wystawiono w  Ornecie, pierwszym sołtysem był Prus Wyndekoni, od którego wzięła nazwę wieś (Windtken). Po wojnie polsko-krzyżackiej, zwanej  głodową, wieś w 1416 r.   lokowano i zasiedlano ponownie.